# SIAI S.13

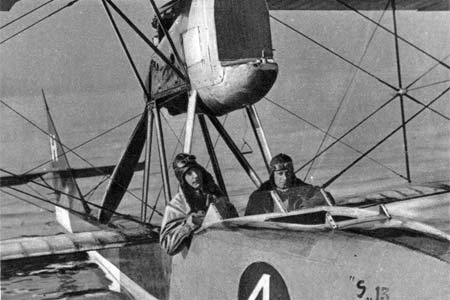
Emile Taddéoli dans un Savoia S.13.

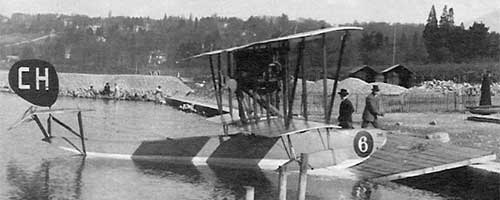
Un S.13 civil (CH6) à Cologny (GE) sur le lac Léman, probablement piloté par le pionnier de l'aviation suisse Emile Taddéoli (Ad Astra Aero).

Le SIAI S.13 est un hydravion italien de reconnaissance des années 1910.

## Conception et développement
Conçu par la Società Idrovolanti Alta Italia (SIAI) comme une version plus petite du S.12, le S.13 est un hydravion biplan monomoteur de reconnaissance et de chasse. Il avait un équipage de deux personnes assises côte-à-côte derrière un seul pare-brise ; l'observateur avait une mitrailleuse pour l'entraînement. L'hydravion était propulsé par un seul moteur V6 Isotta Fraschini de 250 ch.
Émile Taddeoli, pionnier de l'aviation suisse et plus tard, chef-pilote de l'Ad Astra Aero, quitta la Suisse pour Sesto Calende où il fut engagé comme pilote d'essai pour Savoia à la mi-1914. Au cours des cinq années suivantes, Taddéoli réalisa plus de 2 700 vols d'essais, volant environ 150 000 kilomètres. En janvier 1919 Emile Taddéoli fut le premier pilote à traverser les Apennins dans un hydravion entre Sesto Calende et San Remo. Le 12 juillet 1919, avec un passager à bord, il vola de Calende sur le lac Majeur jusqu'au lac Léman en 110 minutes, en survolant le Mont Blanc (4 695 mètres) dans son SIAI S.13.
La Marine italienne prit livraison de 12 avions en 1919 mais l'hydravion fut aussi exporté vers le Japon, la Norvège, l'Espagne, la Suède et la Yougoslavie. En France, le S.13 fut construit sous licence en tant que CAMS C-13 et en Espagne les ateliers navals de Barcelone construisirent également sept exemplaires sous licence.
C'est sur un S.13, piloté par Guido Janello, que l'Italie prit part pour la première fois à la Coupe Schneider de 1919. En fin de compte Janello fut disqualifié, le résultat de l'épreuve déclaré nul, mais l'épreuve suivante se déroula en Italie.
Une version monoplace, le S.13 Tipo, fut commandé par la Marine italienne, mais cette commande fut plus tard annulé pour se concentrer sur le Macchi M.7. Une version civile, le S.13bis, n'attira aucune commande.

## Variantes
S.13
Version de production

S.13 Tipo
Version monoplace, jamais construite.
S.13bis
Variante civile, jamais construite.
CAMS C-13
S.13 construits sous licence en France

## Opérateurs
France (CAMS C-13)
- Aéronavale

 Royaume d'Italie
- Regia Marina

 Japon
- Service aérien de la Marine impériale japonaise

 Norvège
- Force aérienne royale norvégienne

 Espagne
- Armée de l'air espagnole

 Suède
- Marine suédoise (Marinens Flygväsen)

 Royaume de Yougoslavie
- Marine royale yougoslave